# Det levende slot
Det levende slot  (ハウルの動く城, Hauru no Ugoku Shiro) er en oscarnomineret, japansk animationsfilm, der er baseret på Diana Wynne Jones' bog "Howl's Moving Castle" som er del af en serie hvori efterfølgernes navne er ""Castle in the air" og "House of many ways"". Filmen er instrueret af Hayao Miyazaki. Filmen havde indtjent 231.710.455$ i 2007.
Filmen havde premiere ved Venedigs Film Festival 5. september 2004. Filmen blev sendt ud i de japanske biografer 20. november 2004.

## Handling
Det Levende slot handler om den 18-årige Sofie, der arbejder i en hattebutik. En dag møder hun troldmanden Hauru, som siges at spise smukke kvinders hjerter. Sofie forelsker sig straks i denne unge troldmand, men en ond heks ved navn Ødeheksen er efter ham. 
En dag kommer Ødeheksen ind i Sofies hattebutik, og forbander Sofie, der dermed bliver til en gammel dame på 90. Hun kan ikke fortælle dette til nogen, og rejser. Med lidt mod og lidt hjælp fra fugleskræmslet Kålroe finder hun Haurus hjem: Det levende slot. Der møder hun både ilddæmonen Calcifer og Haurus troldmandslærling Markl, og ikke mindst: Manden hun elsker. Hun skal have Hauru til at ophæve hendes forbandelse, selvom hun ikke kan fortælle til ham at det er hende.